# Bibliothecaris

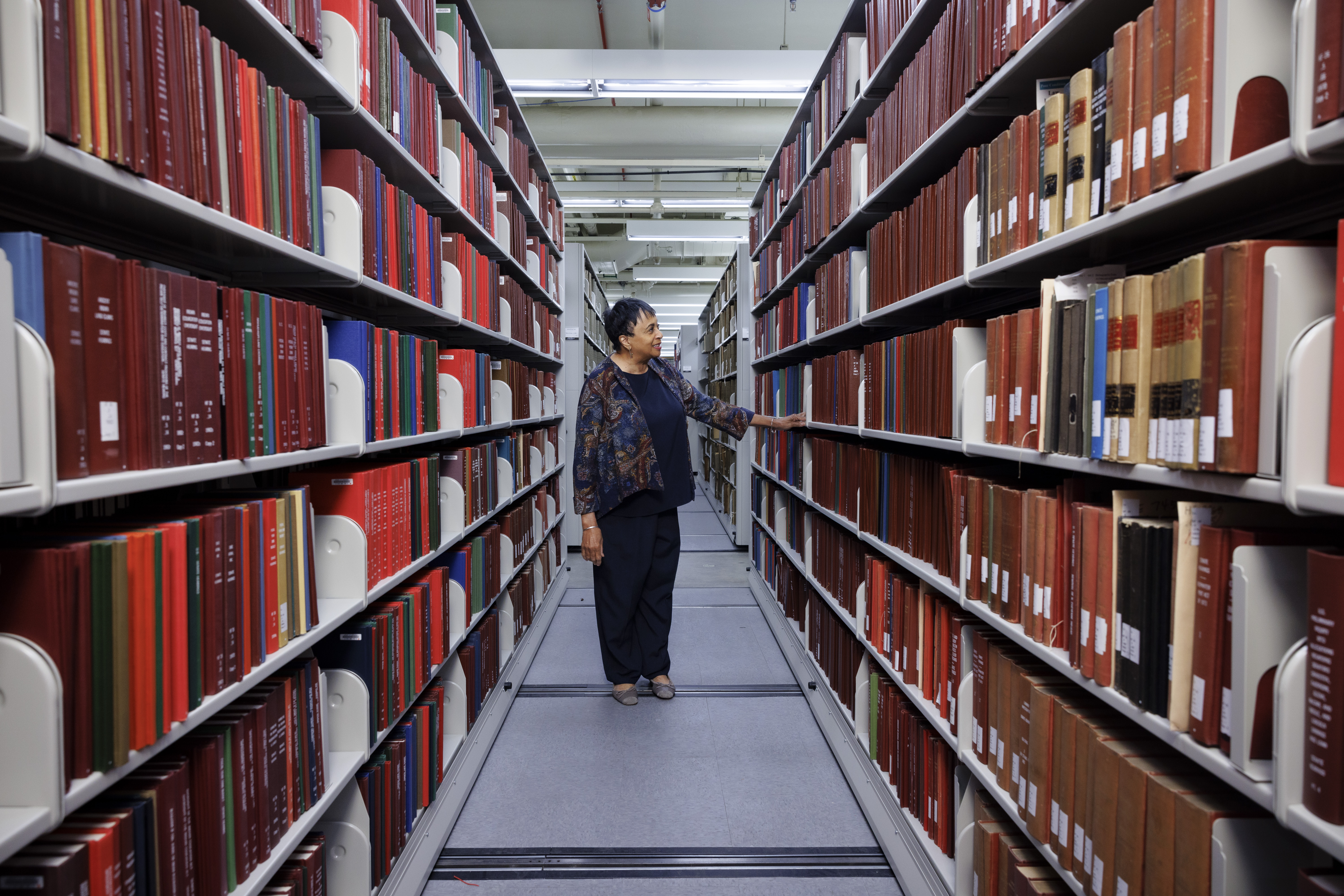
Carla Hayden, voormalig directeur van de Library of Congress in 2024

Bibliothecaris of bibliothecaresse betekent letterlijk bewaarder van boeken (uit het Grieks: βιβλίον = boek, θήκη = kist en het Latijn: -arius = degene die iets doet). Een bibliothecaris werkt doorgaans in een bibliotheek. In grote bibliotheken zoals de Koninklijke Bibliotheek of de Albertina is de bibliothecaris tevens directeur.
Tegenwoordig is het niet meer een beroep waarin uitsluitend boeken bewaard worden. Er wordt in de Vlaamse en Nederlandse bibliotheekwereld onderscheid gemaakt tussen twee functies op verschillende niveaus:
- informatiedienstverlening. Dit zijn de mensen die informatie en advies verschaffen aan bibliotheekbezoekers. Zij hebben meestal een opleiding op het niveau ASO (Vlaanderen) of MBO (Nederland). Voor grotere bibliotheken en voor leidinggevende functies doet men daarvoor beroep op afgestudeerden van het HBO (Nederland) of het Bachelor-niveau (Vlaanderen).
- informatiespecialisten. Deze zijn verantwoordelijk voor de beleidsbeslissingen in de bibliotheek: samenstelling van de collectie, wijze van ontsluiting van het uit te lenen materiaal, samenwerkingsverbanden met andere (wetenschappelijke) instellingen, informatisering en aanverwant. In Nederland bestaan voor deze functie de HBO-opleiding Informatiedienstverlening en -management en de cursus IDV-2 (Informatie Dienstverlening 2, een vervolg op de MBO-opleiding IDV-1). In Vlaanderen is er een opleiding "Gegradueerde in de Documentatie-, Informatie- en Bibliotheekwetenschappen". Daarnaast wordt ook wel een beroep gedaan op universitair geschoolden, of afgestudeerden van het Hoger onderwijs met ervaring. Zo bestond er een "Postgraduaat in de informatie- en bibliotheekwetenschap" aan de Universiteit Antwerpen, dat van 1983 tot 2016 aangeboden werd.[1][2] In Amsterdam bestaat nog steeds een postacademische opleiding Informatiewetenschap.

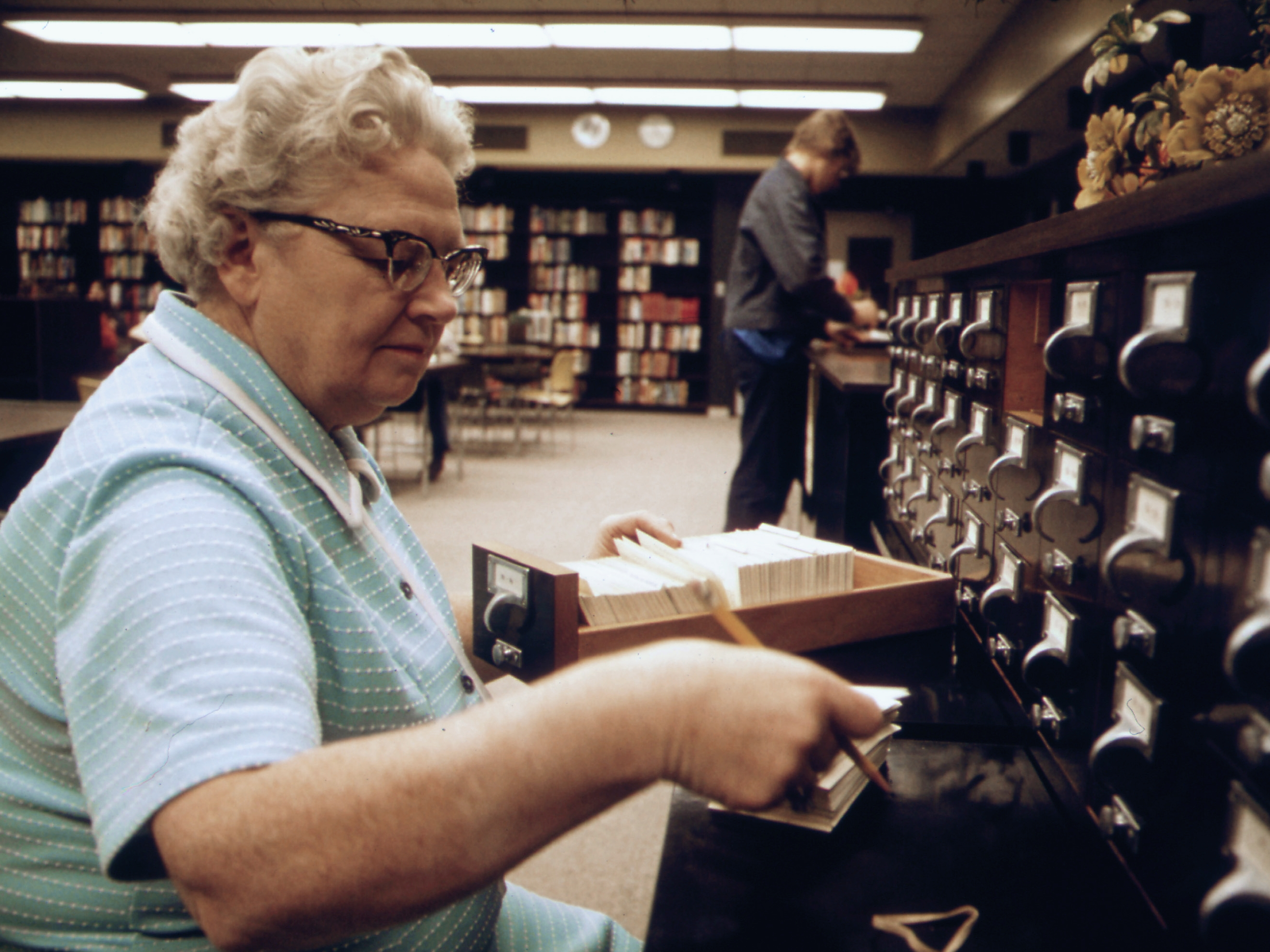
Een bibliothecaresse werkt de kaartenbak bij. New Ulm, oktober 1974

De informatiespecialist helpt bij het methodisch verzamelen van informatie in verschillende bronnen, zowel boeken als digitale databanken.
Niet elke informatiespecialist is bibliothecaris, noch omgekeerd. Een bibliothecaris kan taken van de informatiespecialist op zich hebben genomen, en vice versa, maar de woorden zijn geen synoniemen van elkaar. In grotere organisaties vervullen bibliothecarissen een rol in het attenderen van hun collega's op ontwikkelingen in hun vakgebied.
Ook in het beroep van bibliothecaris hebben de nieuwe media hun intrede gedaan. Internet, e-mail, e-zines en elektronische publicaties in PDF-formaat nemen een steeds belangrijker plaats in.
Daardoor zijn blindenbibliotheken opgegaan in de "Bibliotheekservice Passend Lezen", die onder meer audiolezen, braillelezen, letterlezen en combilezen aanbiedt. 
De H. Laurentius van Rome is de patroonheilige van de bibliothecarissen omdat hij als diaken de heilige boeken in bewaring diende te houden.

## Bekende bibliothecarissen
Bibliothecarissen in België en Nederland die van belang waren voor het vak:
- Cornelis Rudolphus Hermans (1805-1869)
- P.C. Molhuysen (1870-1944)
- Joris Baers (1888-1975)
- Leendert Brummel (1897-1976)
- Theodoor Peter Loosjes (1908-1998)
- Johan Remmet de Groot (1918-1987)
- Victorine van Schaick (1917-1976)
- Kees Reedijk (1921-2000)

Andere bibliothecarissen:
- Aristophanes van Byzantium (ca. 257 v.Chr.-180 v.Chr.)
- Annie M.G. Schmidt (1911-1995)

In het verleden hebben grote geleerden hun werk vaak met de taak van bibliothecaris gecombineerd. Voor vorsten en edelen was het niet ongebruikelijk om een geleerde aan hun huis te binden door hem het toezicht over hun bibliotheek te geven. De bibliothecaris behoorde dan, dankzij zijn intellectuele status, niet tot het huispersoneel. Hij nam, net als een gouvernante of huisleraar, een bijzondere positie in. De bibliothecaris kon aan de dis van de familie worden genood en hij kon met de gasten omgaan. Men gaf een oudere en in financiële problemen geraakte geleerde de post van bibliothecaris ook wel om hem op deze wijze een "eervol" pensioen te geven.
Bekende bibliothecarissen:
- Eratosthenes, bibliothecaris van de beroemde bibliotheek van Alexandrië
- Giacomo Casanova, bibliothecaris van Graaf Waldstein opDux
- Isaac La Peyrère, bibliothecaris van de Prins van Condé
- Gottfried Wilhelm Leibniz en Gotthold Ephraim Lessing, bibliothecarissen van de hertogen van Braunschweig in de Herzog August Bibliothek
- Jorge Luis Borges, Argentijns dichter en schrijver, werd, toen hij al blind was, bibliothecaris van de Nationale Bibliotheek in Buenos Aires.
- Hélène Rivier